# Іоанн X (патріарх Антіохійський)
Патріарх Іоанн X (араб. يوحنا العاشر يازجي; в миру Юхан аль-Язіджі, араб. هاني يازجي; нар. 1 січня 1955, Латакія, Сирія) — єпископ Антіохійської православної церкви; з 17 грудня 2012 року — патріарх Антіохійський і всього Сходу. Автор численних книг і статей з богослов'я та літургіки.

## Життєпис
Народився 1955 року в місті Латакія, Сирія. Закінчив Баламандську духовну семінарію в 1978 році зі спеціалізацією з літургіки.
У 1979 році митрополитом Лаодикійського Іоанном (Мансуром) був висвячений у сан диякона.
У 1981 році отримав диплом з візантійської музики Фессалунської консерваторії візантійської музики.
У 1983 році закінчив богословський факультет Університету Аристотеля.
У 1983 році митрополитом Лаодикійського Іоанном (Мансуром) рукоположений в сан священика.

## Єпископ і митрополит
24 січня 1995 року був рукоположений у вікарного єпископа Аль-Хоснского (Пиргського). Зайнявши кафедру владика Іоан першою справою приступився до відродження патріаршого Георгіївського монастиря в Аль-Хумайре, настоятелем якого він служив у 1995—2002 роках. Йому вдалося зробити з неї центр духовного й суспільного життя «долини Християн».
У 1981—2008 роках перебував викладачем літургіки в Баламандской семінарії. У 1989—1992, а потім знову в 2001—2005 роках був ректором Баламандской семінарії. Під час другого ректорства також був настоятелем в Баламандскому Богородицькому монастирі.
У 1983—2008 роках також був духівником Блеманського Богородицького жіночого монастиря в Латакії, Сирія.
17 червня 2008 був обраний митрополитом Західним та Центрально-Європейським. Його настоловання було здійснене Патріархом Антіохійським Ігнатієм IV в Стефановському соборі Парижу 20 і 21 вересня того ж року в присутності сонму православних архієреїв.
19 серпня 2010 його титул було змінено на "Митрополит Європейський".

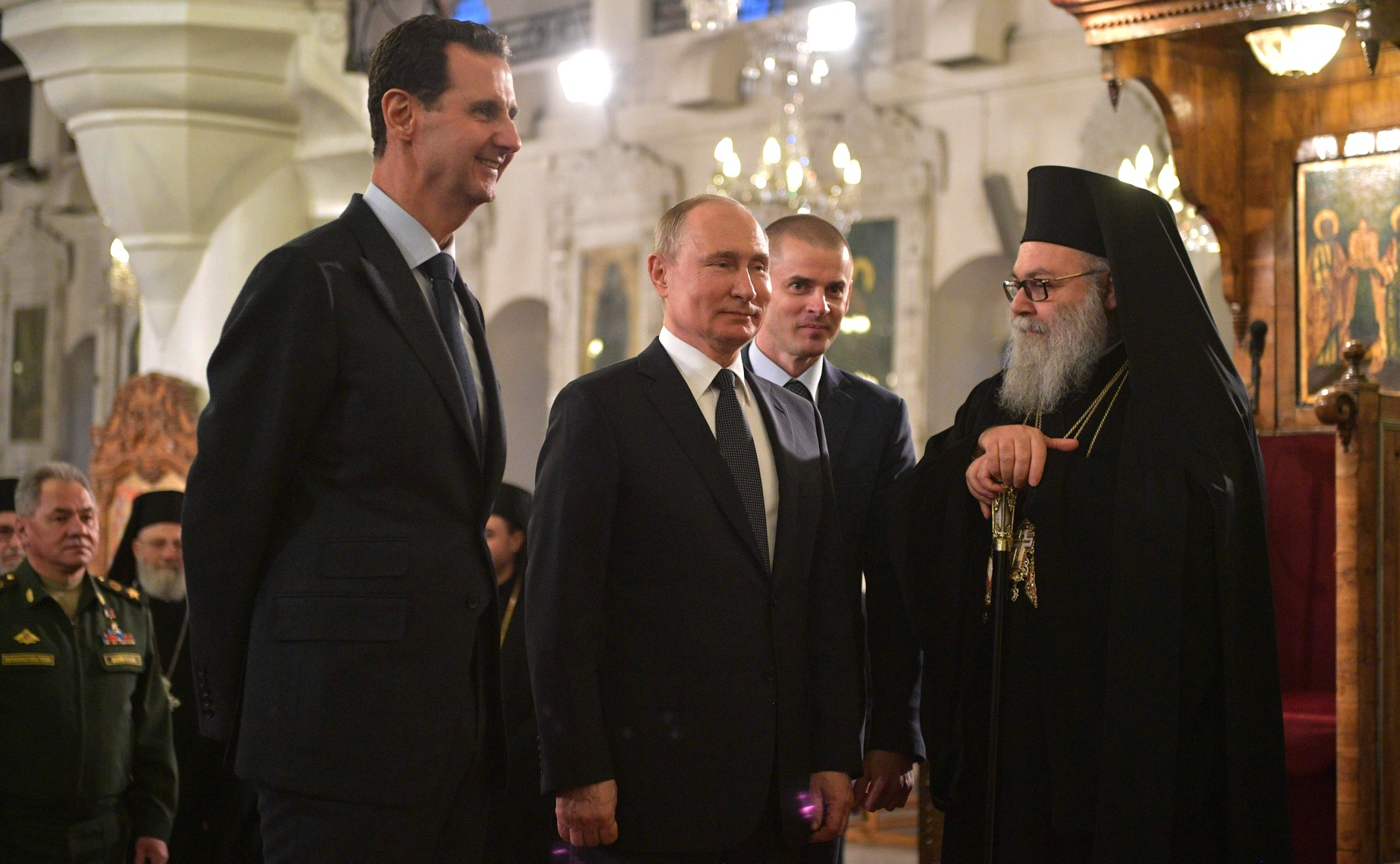
З Президентом Росії Володимиром Путіним і Президентом Сирії Башаром Асадом. Дамаск,
7 січня 2020 року

## Патріарх Антиохійський
17 грудня 2012, через дванадцять днів після смерті попереднього патріарха, митрополит Іоанн був обраний новим патріархом Антіохійським й усього Сходу. Вибори відбулися в Лівані в Баламандському монастирі Успіння Пресвятої Богородиці; у голосуванні взяли участь 18 архієреїв.
Інтронізація відбулася 10 лютого 2013 року в храмі Чесного Хреста Господнього в Дамаску.
5 серпня 2020 року на території його Патріархату сталась техногенна катастрофа — вибухи в порту Бейрута. Співчуття Висловили Олександрійський, Вселенський, Московський та інші патріархи, а також Митрополит Епіфаній.
20 жовтня 2020 року голова Відділу зовнішніх церковних зв'язків Московського Патріархату митрополит Волоколамський Іларіон зустрівся у Дамаску із патріархом Іоаном Х.
2 березня 2021 року зустрівся з послом Росії в Лівані Рудаковим Олександром.
18 травня 2021 року Антіохійський патріарх Іоан Х прийняв самозваного «президента» сепаратистів незаконно окупованої росіянами Абхазії (канонічна і законна територія держави і Церкви Грузії) Аслана Бжанія і визнав його чинним президентом незалежної держави.
25 травня 2021 року зустрівся із лідером Антимайдану Дмитром Сабліним.

## Праці
- «The Meaning of the Church From a Middle Eastern point of view», The Institute for Orthodox Studies, Cambridge, 2002.
- «The Hymnographic Contribution of the Antiochian Orthodox Church to the Byzantine Liturgical System During the Sixth and Seventh Centuries».
- «The Service of Baptism: A Historic, Theological and Liturgical Study», Thessalonica, 1983 (докторська дисертація).
- «Principles of Byzantine Music», Balamand, 1990; 2-е изд., 2001.
- "The Life of St. Nectarios the Wonderworker ", Lattakya, 1990.
- «Priesthood & Marriage of Priests», Lattakya, 1992.
- «Baptism as a Sacrament of Initiation into the life in Christ», Lattakya, 1992.
- "Annals of St. John of Damascus Institute of Theology ": " Liturgical Sources «, 1993;» Church Praises «, 1994;» Divine Worship «, 1995;» Liturgical Forms ", 1996.
- «The Liturgikon», St. George Al-Humayrah Patriarchal Monastery, 2001.
- «The Presanctified Service», St. George Al-Humayrah Patriarchal Monastery, 2001.
- «Introduction to the Liturgical Families and Rites», St. John of Damascus Institute of Theology, 2003 (арабською і англійською).
- «The Prayers before and after Holy Communion», St. George Al-Humayrah Patriarchal Monastery, 2003.
- «The Mystery of Repentance», a lecture delivered at Holy Spirit University-Kaslik in the year 2000 during a conference about Eastern Liturgical Life.

## Нагороди
- Орден князя Ярослава Мудрого I ст. (Україна, 27 липня 2013) — за визначну церковну діяльність, спрямовану на піднесення авторитету православ'я у світі, та з нагоди відзначення в Україні 1025-річчя хрещення Київської Русі[8]